# Luce d'Eramo
Luce d'Eramo, nome da sposata di Lucette Mangione (Reims, 17 giugno 1925 – Roma, 6 marzo 2001), è stata una scrittrice italiana.

## Biografia
Nata nel 1925 a Reims (Francia) da genitori italiani, Lucette Mangione (poi nota come Luce d'Eramo, nome da sposata che manterrà anche dopo il divorzio dal marito Pacifico d'Eramo) vive fino ai quattordici anni a Parigi. Il padre, Publio Mangione, illustratore e pittore, è vissuto a Parigi tra il 1912 e il 1915, ha combattuto durante la prima guerra mondiale, nel 1918 ha preso il brevetto di pilota di aerei, quindi si è stabilito di nuovo in Francia, dove è diventato imprenditore edile. La madre, Maria Concetta Straccamore, a Parigi assume l'incarico di segretaria del Fascio e si occupa di assistere i lavoratori italiani emigrati. Nel 1938 Luce rimpatria con la famiglia in Italia, in un primo tempo presso la casa della nonna materna ad Alatri, dove si iscrive al liceo classico.
Il cambiamento d'ambiente, come racconterà lei stessa anni dopo in Io sono un'aliena, non poteva essere più netto. Si lasciava alle spalle una Parigi moderna e democratica, la Parigi del Fronte Popolare, per essere catapultata involontariamente nella piccola realtà locale della Ciociaria, all'interno di un paese dominato dal fascismo. Il passaggio da un Paese all'altro le dà la sensazione di non poter mettere radici da nessuna parte. Racconta che in Francia veniva chiamata dai suoi compagni di classe "la petite maccheronì", mentre in Italia la chiamavano "la francesina". 
Successivamente il padre viene richiamato in servizio come pilota e poi passa all'ufficio stampa dell'aeronautica militare. La famiglia si trasferisce a Roma, dove Lucetta (così la chiamano in famiglia) frequenta l'ultimo anno di liceo all'Umberto (oggi Pilo Albertelli) e si iscrive poi alla facoltà di lettere dell'università, e ai GUF, come ci si aspettava da una ragazza cresciuta in una famiglia fascista come la sua.
All'indomani del 25 luglio 1943, dopo la caduta del regime, segue in un primo momento la famiglia a Bassano del Grappa, dove il padre viene nominato sottosegretario all'aviazione nella Repubblica di Salò; dopo qualche mese, venuta a conoscenza di voci sempre più insistenti sulle deportazioni e sulle angherie che si perpetravano nei campi di sterminio nazisti, dubbiosa, frastornata, ma ancora restia ad abbandonare il suo idealismo di giovane fascista, decide di verificare di persona, e il 7 febbraio 1944 scappa di casa per andare a lavorare come operaia volontaria nei campi di lavoro tedeschi.
Lì Lucetta si accorge ben presto della cruda realtà dell'oppressione e dello sfruttamento, si ribella, solidarizza coi russi prigionieri, partecipa all'organizzazione di uno sciopero voluto dalla resistenza francese e viene incarcerata. Dopo un tentativo di suicidio, rimpatriata per riguardo alla sua famiglia, a Verona, invece di tornare a casa si unisce deliberatamente a un convoglio di deportati e finisce nel campo di concentramento di Dachau. Da lì riesce a fuggire e conduce un'esistenza vagabonda da clandestina, svolgendo i lavori più umili sotto falso nome. In una Germania sconvolta dai bombardamenti, a Magonza, il 27 febbraio 1945, mentre aiuta a scavare nelle macerie per recuperare i feriti, un muro le crolla addosso riducendola in fin di vita e lasciandola paralizzata alle gambe. Tutte queste vicissitudini, accadute nel giro di un anno, sono raccontate in Deviazione, romanzo autobiografico cominciato pochi anni dopo il rientro in Italia, ma terminato e pubblicato a più di trent'anni di distanza, nel 1979.
Rimpatriata in Italia alla fine della guerra, Lucetta passa un periodo di convalescenza e riabilitazione a Bologna, ricoverata all'Istituto Rizzoli, dove conosce e sposa Pacifico d'Eramo, un bersagliere reduce dalla spedizione in Russia in cui è rimasto ferito, futuro professore di filosofia, col nome del quale Luce pubblica le prime opere. I due si trasferiscono a Roma e dall'unione nasce nel 1947 il figlio Marco d'Eramo; si separano nel 1953.
Ripresi gli studi universitari, Luce prima si laurea in lettere nel 1951, con una tesi sulla poetica di Giacomo Leopardi, e poi in filosofia nel 1954, con una tesi sulla Critica del giudizio di Kant.
Dopo aver pubblicato presso una piccola casa editrice milanese i racconti di Idilli in coro nel 1951, e nel 1954 il racconto lungo La straniera, entrambi ambientati nella Germania in guerra, conosce Moravia che l'apprezza come scrittrice e le pubblica su Nuovi Argomenti il racconto Thomasbräu, poi confluito in Deviazione. Del 1958 è il primo volume che raccoglie racconti editi e inediti sull'esperienza di guerra, Il convoglio dei Lituani. In seguito scriverà il primo dei suoi saggi fortemente anticonvenzionali: Raskolnikov e il marxismo: note a un libro di Moravia (1959, ripubblicato nel 1997), in cui discute l'interpretazione di Moravia dell'URSS e di Delitto e castigo. In Finché la testa vive (1964), romanzo autobiografico - anch'esso più tardi confluito in Deviazione - affronta il trauma di ritrovarsi in carrozzina a 19 anni e il ricominciare a vivere in un'Europa che esce in macerie dalla guerra.
Nel suo percorso di scrittrice rimane fondamentale l'incontro nel 1966 con Ignazio Silone, al quale rimarrà legata per tutta la vita da un'amicizia anche intellettuale, che la porta a pubblicare nel 1971 per la Arnoldo Mondadori Editore il suo saggio più impegnativo, un acuto studio critico-bibliografico su L'opera di Ignazio Silone, in cui esamina le resistenze della cultura italiana nei confronti di uno scrittore considerato in tutto il mondo come un grande del Novecento. Negli anni della cosiddetta strategia della tensione, l'amicizia con Camilla Cederna la porta a interessarsi al caso Feltrinelli, sollevato dalla giornalista milanese riguardo alla versione ufficiale sulla morte dell'editore, saltato in aria – secondo la polizia – mentre minava un traliccio dell'alta tensione; in Cruciverba politico. Come funziona in Italia la strategia della diversione (1974), Luce d'Eramo ci consegna una tagliente analisi della posizione della stampa sull'argomento.
Dopo il nazismo e la guerra narrati in Deviazione e nei successivi Racconti quasi di guerra (1999), Luce d'Eramo racconta la lotta armata comunista degli anni di piombo nel romanzo Nucleo zero del 1981; la difficoltà degli umani a confrontarsi con il diverso e l'alieno in Partiranno (1986);  il rifiuto della vecchiaia e dell'invecchiare nelle società avanzate in Ultima luna del 1993, Premio Napoli; il voluto e sistematico soffocamento della propria umana empatia da parte di un giovane naziskin in Si prega di non disturbare del 1995; la malattia mentale in Una strana fortuna del 1997. Infine, in Un'estate difficile, uscito postumo nel 2001, la psicologia di un marito-padrone e il percorso di una donna verso l'autonomia, malgrado i condizionamenti affettivi e sociali di un matrimonio insostenibile, nell'Italia degli anni cinquanta.
Nel 1980 ha soggiornato per un anno a Berlino nell'ambito del programma di scambi culturali del DAAD (Deutscher Akademischer Austauschdienst) e nel 1994 è tornata ancora una volta in Germania, a Mainz, Frankfurt e Dachau, per partecipare al documentario di Renate Stegmüller e Raimund Koplin Luce, Wanda Jelena: es war nicht ihr Krieg.
Durante tutta la sua attività di scrittrice, Luce d'Eramo ha collaborato a diversi periodici e riviste, tra cui Nuovi argomenti, La Fiera Letteraria, Studi Cattolici, Nuova Antologia, Tempo Presente, e ai quotidiani il manifesto, l'Unità e Avvenire.
Il suo romanzo più noto, Deviazione, divenne un best seller, vendendo centinaia di migliaia di copie e venendo tradotto in francese, tedesco, giapponese, inglese, spagnolo, greco. Dal romanzo Nucleo zero, anch'esso tradotto in tedesco e spagnolo, il regista Carlo Lizzani nel 1984 ha tratto il film omonimo. Ma il libro al quale la scrittrice teneva di più è il romanzo Partiranno (1986), appassionata cronistoria della permanenza sulla Terra dei Nnoberavezi, alieni gentili e curiosi di conoscenza, ai quali Luce d'Eramo si è interessata grazie alla propria "alienità", come ha chiarito nel suo ultimo libro-intervista, Io sono una aliena, pubblicato nel 1999, due anni prima di morire a Roma il 6 marzo 2001.
Nel 1995 il comune di Alatri le ha conferito la cittadinanza onoraria.
È sepolta nel cimitero acattolico di Roma.

## Intitolazioni
Nel 2017 il Comune di Roma le ha intitolato una strada nel quartiere della Bufalotta.
Nel 2025, in occasione del centenario della nascita, il Comune di Alatri le ha intitolato l'ex piazzale della stazione, evocato nel racconto Il 25 luglio.

## Opere

### Narrativa
- Idilli in coro, Milano, Gastaldi, 1951.
- La straniera, Milano, Gastaldi, 1954.
- Il convoglio dei lituani, Milano, Esse, 1958.
- Finché la testa vive, Milano, Rizzoli, 1964.
- Deviazione, Milano, A. Mondadori, 1979; nuova edizione Milano, Feltrinelli, 2012.
- Nucleo zero, Milano, A. Mondadori, 1981.
- Partiranno, Milano, A. Mondadori, 1986; nuova edizione Milano, Feltrinelli, 2023.
- Ultima luna, Milano, A. Mondadori, 1993. ISBN 88-04-37125-0; nuova edizione Milano, Feltrinelli, 2020.
- Si prega di non disturbare, Milano, Rizzoli, 1995. ISBN 88-17-66053-1.
- Una strana fortuna, Milano, Mondadori, 1997. ISBN 88-04-42467-2.
- Racconti quasi di guerra, Milano, Mondadori, 1999. ISBN 88-04-46082-2.
- Un'estate difficile, Milano, Mondadori, 2001. ISBN 88-04-49685-1.
- Il 25 luglio, Roma, Elliot, 2013. ISBN 978-88-6192-377-5.
- Tutti i racconti, a cura di Cecilia Bello Minciacchi, Roma, Elliot, 2013. ISBN 978-88-6192-390-4.[11]

Singoli racconti sono apparsi in:
- Racconti italiani del Novecento, a cura di Enzo Siciliano, vol. II, pp. 1645-1672, Meridiani Mondadori, Milano 2001.

- Jhumpa Lahiri (ed.), Italian Short Stories, pp. 299-308, Penguin Books, 2019, uscito anche in italiano come Racconti italiani scelti e introdotti da Jhumpa Lahiri, pp. 345-354, Guanda, Milano, 2019.

### Saggi
- Raskolnikov e il marxismo. Note a un libro di Moravia, Esse, Milano 1959; nuova edizione Raskolnikov e il marxismo. Note a un libro di Moravia e altri scritti, Pellicano libri, Roma 1997, ISBN 88-85881-60-2.
- L'opera di Ignazio Silone. Saggio critico e guida bibliografica, Mondadori,  Milano 1971.
- Cruciverba politico. Come funziona in Italia la strategia della diversione, Guaraldi, Firenze 1974.
- Europa in versi. La poesia femminile del '900, (a cura di Luce d'Eramo e Gabriella Sobrino), Il ventaglio, Roma 1989.
- Ignazio Silone,  Editori Riminesi Associati, Rimini 1994, ISBN 88-86393-00-8.
- Io sono un'aliena, Edizioni Lavoro, Roma 1999, ISBN 88-7910-864-6; nuova edizione (con prefazione di Margaret Mazzantini e un testo di Marco d'Eramo), Feltrinelli, Milano 2025, ISBN 978-88-07-95006-3.
- Ignazio Silone, a cura di Yukari Saito, Castelvecchi, Roma 2014. ISBN 978-88-6826-025-5. [comprende L'opera di Ignazio Silone del 1971, Ignazio Silone del 1994, e il carteggio inedito tra Luce d'Eramo e lo scrittore]

### Opere tradotte
- in inglese: Deviation (trad. Anne Milano Appel), Farrar, Straus and Giroux, New York, 2018, reprint Picador, 2019; Puskin Press, London, 2019.
- in tedesco: Der Umweg, Rowohlt, Hamburg, 1981; nuova edizione Klett-Cotta, Stuttgart, 2018. Gruppe zero, Rowohlt, Reinbek, 1982.
- in spagnolo: Núcleo Cero, Argos Vergara, Barcelona 1983; Desviación, Editorial Planeta, Barcelona, 2018.
- in francese: Le détour, (trad. di Corinne Lucas), Denoe͏̈l, Paris, 1979; nuova edizione Le Tripode, Paris, 2020.
- in greco: ΕΚΤΡΟΠΗ, Εκδόσεις Κλειδάριθμος, Atene, 2021.